# Rhesala imparata
Rhesala imparata är en fjärilsart som beskrevs av George Francis Hampson 1858. Rhesala imparata ingår i släktet Rhesala och familjen nattflyn. Inga underarter finns listade.